# كاكة جوب (مقاطعة دهغلان)
كاكة جوب (بالفارسية: کاکه جوب) هي قرية تقع في قسم ايلان الشمالي الريفي (مقاطعة دهغلان) في إيران. يقدر عدد سكانها بـ 270 نسمة بحسب إحصاء 2016.